# Łączność Bydgoszcz

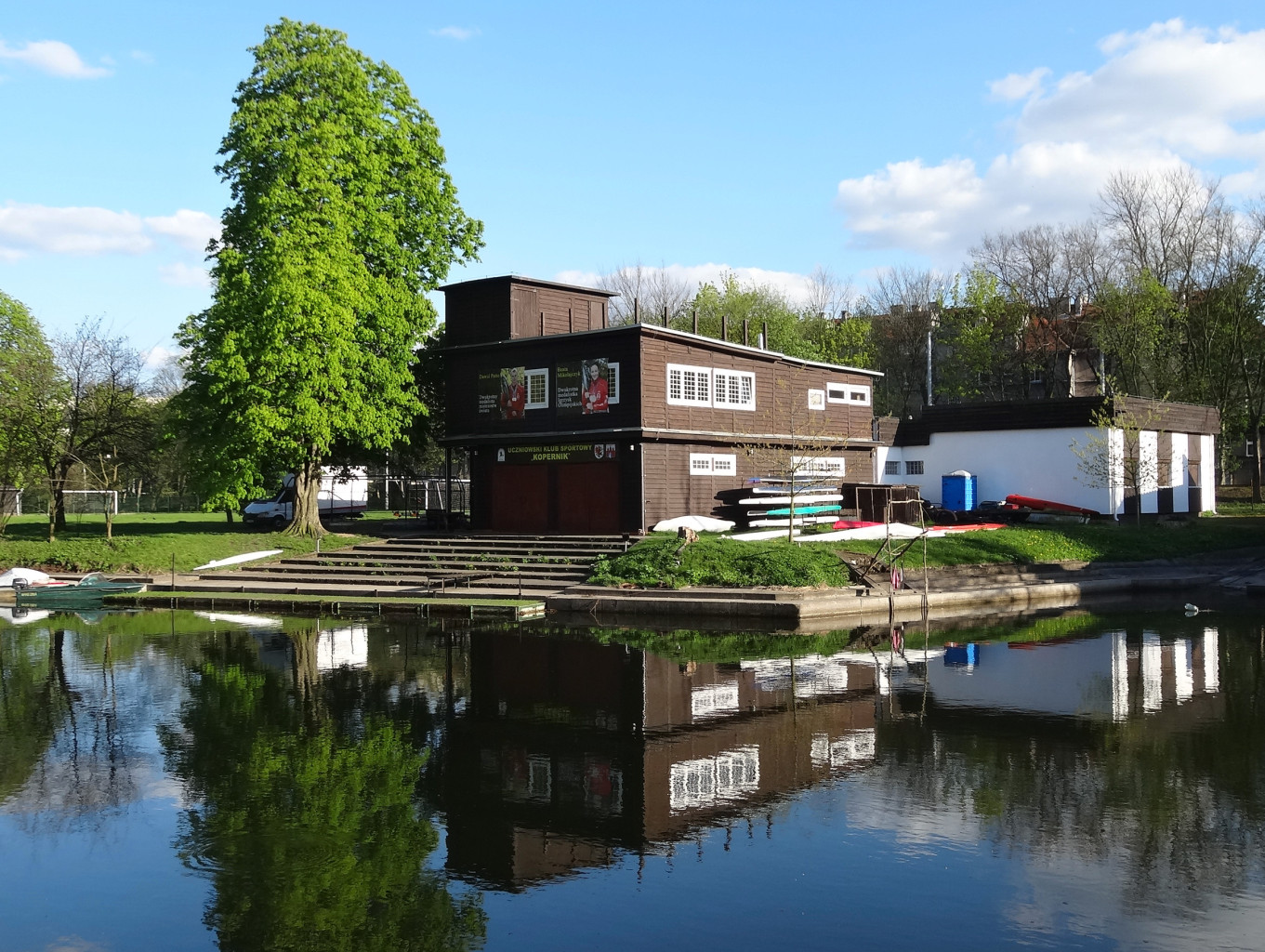
Była przystań KS Łączność na Brdzie w tzw. bydgoskiej dzielnicy wioślarzy

Klub Sportowy Łączność – istniejący w latach 1933–2006 wielosekcyjny bydgoski klub sportowy.

## Informacje o klubie
Klub miał charakter wielosekcyjny. Najdłuższą historię i osiągnięcia miały sekcje: łucznicza, kajakowa, wioślarska oraz szachowa. Poza tym w klubie uprawiano: piłkę nożną, lekkoatletykę, kręglarstwo, strzelectwo, gry zespołowe, brydż sportowy. Do lat 90. XX w. KS Łączność był branżowym klubem związanym z Pocztą Polską.

## Historia
Klub założono w 1931 roku jako jednostkę Pocztowego Przysposobienia Wojskowego podlegającą Państwowemu Urzędowi Wychowania Fizycznego i Przysposobienia Wojskowego. Należeli do niej pracownicy bydgoskich instytucji związanych z Pocztą Polską, m.in.: Izby Kontroli Rachunkowej Poczt i Telegrafów, Dyrekcji Okręgu Poczt i Telegrafów, Obwodowego Urzędu Pocztowo-Telekomunikacyjnego, Rejonowego Urzędu Telegraficznego, I i II Urzędu Pocztowego w Bydgoszczy. Powołano sekcje związane ze szkoleniem wojskowym (np. budowy linii telefonicznych) oraz sportowo-rekreacyjne: piłki nożnej, lekkoatletyczną, kajakową, wioślarską, kręglarską, strzelecką, łuczniczą, gier zespołowych i szachów. W latach 1935–1939 wysoki poziom sportowy osiągnęły sekcje: łucznicza i wioślarska. W 1937 łucznik Feliks Majewski na zawodach w Paryżu wywalczył tytuł wicemistrza świata. W tym samym roku czytelnicy „Tygodnika Sportowego” wybrali go najpopularniejszym sportowcem Pomorza. Wychowankiem klubu był wioślarz Jerzy Braun, który później występował w barwach BTW i klubów warszawskich, zdobywając liczne tytuły oraz m.in. srebrny i brązowy medal olimpijski w Los Angeles 1932. W 1936 roku nad Brdą przy ul. Babia Wieś 3 zbudowano drewniany szałas wioślarski, który służył Okręgowej Sekcji Wodnej Pocztowego Przysposobienia Wojskowego. Tam też zlokalizowano siedzibę klubu.
Po II wojnie światowej klub reaktywowano pod nazwą Pocztowy Klub Sportowy. W 1947 roku należał do największych w Bydgoszczy licząc 340 członków. Po reorganizacji sportu na wzór sowiecki w 1949 roku Pocztowy KS włączono do Zrzeszenia Sportowego Związkowiec, a po jego rozwiązaniu w grudniu 1950 jako Unia Bydgoszcz do ZS Kolejarz. Po odwilży październikowej w 1956 roku powrócono do dawnej organizacji sportu opartej na samodzielnych klubach o tradycyjnych nazwach. Największe sukcesy odnosili kajakarze (do 1984 – 6 medali mistrzów Polski), łucznicy i szachiści. Sekcja łucznicza uczestniczyła w rozgrywkach I i II ligi. Paweł Szymczak był uczestnikiem igrzysk olimpijskich w Atlancie 1996, rekordzistą świata juniorów i wielokrotnym mistrz kraju. Szachiści Łączności w latach 1972–1982 startowali w ekstraklasie, w 1978 osiągając tytuł drużynowego mistrza Polski, a ponadto dwukrotnie zdobyli mistrzostwo Polski w szachach błyskawicznych. W 1993 klub objął patronat nad UKS Kopernik przy Pałacu Młodzieży w Bydgoszczy, którego wychowanką była późniejsza multimedalistka olimpijska Beata Mikołajczyk. W latach 90. w klubie trenowało ok. 180 zawodników w sekcjach: łuczniczej i kajakowej. W 2001 roku we współzawodnictwie dzieci i młodzieży UKFiS klub zajął na 96. miejsce w kraju (na 2233 kluby), 7. miejsce w województwie kujawsko-pomorskim, a 3. w Bydgoszczy – za Zawiszą i Bydgostią. Mimo sukcesów klub borykał się z niedoinwestowaniem oraz brakiem funduszy. Od 2004 z powodu złego zarządzania ograniczono działalność sportową, co w konsekwencji doprowadziło do jego upadku w 2006. Sekcję oraz przystań kajakarską przy ul. Babia Wieś 3 przekazano UKS Kopernik Bydgoszcz, sekcję oraz tory łucznicze – BKS Bydgoszcz.

### Nazwy
- 1931–1933 – Pocztowe Przysposobienie Wojskowe
- 1933–1939 – Klub Sportowy PFW
- 1945–1949 – Pocztowy Klub Sportowy
- 1949–1950 – Klub Sportowy Związkowiec
- 1950–1956 – Klub Sportowy Kolejarz-Koło Sportowe przy Poczcie
- 1956–1958 – Klub Sportowy Pocztowiec
- 1958–2006 – Klub Sportowy Łączność

## Baza sportowa
Siedzibą klubu od lat 30. jest przystań kajakowa na Brdzie w tzw. bydgoskiej dzielnicy wioślarzy przy ul. Babia Wieś 3. Klub zajmował tam dwa obiekty: zabytkowy hangar wioślarski zbudowany w 1936 roku dla Okręgowej Sekcji Wodnej Pocztowego Przysposobienia Wojskowego oraz pawilon sportowy zbudowany w 1953 roku. Cały kompleks obejmował basen techniczny, siłownię, zaplecze socjalne oraz hangar na sprzęt pływający. Obok (ul. Babia Wieś 5) swoją stanicę miał Pałac Młodzieży, a od 1993 UKS Kopernik Bydgoszcz, działającego pod patronatem KS Łączność.
Pod koniec lat 30. na fali sukcesów sekcji łuczniczej klubu, na Stadionie Miejskim w Bydgoszczy zbudowano nowoczesny tor łuczniczy, jeden z nielicznych w ówczesnej Polsce. Po wojnie tory łucznicze zbudowano w parku Centralnym, lecz w 2001 przeniesiono je z uwagi na budowę w ich miejscu hali widowiskowo-sportowej Łuczniczka.

## Sportowcy Łączności Bydgoszcz

### Olimpijczycy z Łączności Bydgoszcz
- Atlanta 1996
  - Paweł Szymczak (łucznictwo) – 29 m.

## Osiągnięcia sportowe

### Mistrzostwa świata
- kajakarstwo
  - Beata Mikołajczyk – srebrny (2003 – K-1 1000 m) i brązowy (2003 – K-1 500 m) medal Mistrzostw Świata Juniorów
  - Sandra Pawełczak – brązowy medal Mistrzostw Europy (2005)

- łucznictwo
  - Feliks Majewski – czterokrotny mistrz świata (1937) w strzelaniu na odległości długie oraz łączne długie i krótkie (indywidualnie i drużynowo wraz z reprezentacją Polski), w 1938 mistrz świata drużynowo i wicemistrz indywidualnie
  - Paweł Szymczak – rekordzista świata juniorów (1995, 1996)

### Mistrzostwa Europy
- kajakarstwo
  - Beata Mikołajczyk – złoty (2005 – K-4 1000 m), srebrny (2004 – K-1 1000 m) i brązowy (2005 – K-4 500 m) medal Mistrzostw Europy seniorów, 4 złote medale Młodzieżowych Mistrzostw Europy (2004, 2005), 2 brązowe medale Mistrzostw Europy Juniorów (2002 – K-1 500 i 1000 m)
  - Sandra Pawełczak – 2 brązowe medale Mistrzostw Europy (2005)

- łucznictwo
  - Paweł Szymczak – srebrny medal Mistrzostw Europy (1998) w drużynie (razem z Arkadiuszem Ponikowskim i Grzegorzem Targońskim)[7]

### Osiągnięcia drużynowe
- kajakarstwo – drużynowe mistrzostwo Polski (1945)
- łucznictwo – mistrz Polski (1938)
- szachy – mistrz Polski seniorów (1978), brąz (1974), wicemistrz Polski juniorów (1975, 1979), mistrz Polski w szachach błyskawicznych (1974, 1982), wicemistrz (1979, 1981)

### Osiągnięcia indywidualne
- kajakarstwo
  - J. Pituła, L. Stolpman – 3 tytuły mistrza kraju (1975)
  - Beata Mikołajczyk – kilkadziesiąt medali mistrzostw Polski w różnych kategoriach wiekowych od młodzików do seniorów (1998–2005)
  - Sandra Pawełczak – młodzieżowa mistrzyni Polski (2005)

- łucznictwo
  - Feliks Majewski – mistrz Polski seniorów (1938)
  - Elżbieta Kukla – mistrzyni i wicemistrzyni Polski (1975), rekord Polski juniorek na 60 m (1976)
  - Piotr Paluszewski – srebrny i brązowy medal Mistrzostw Polski (1975)
  - Paweł Szymczak – wielokrotny mistrz Polski w latach 90. XX w.
  - Ewa Skiera – mistrzyni Polski w hali w latach 90. XX w.

- szachy
  - Andrzej Maciejewski – wicemistrz Polski seniorów (1973) i juniorów (1971), mistrz Polski w szachach szybkich (1989)
  - Jerzy Pokojowczyk – wicemistrz (1976), brąz (1981)
  - Waldemar Jagodziński – wicemistrz Polski w szachach błyskawicznych (1973, 1975)
  - Katarzyna Czarska – mistrzyni (1978) i wicemistrzyni Polski juniorek (1977)
  - Hanna Jagodzińska – akademicka mistrzyni Polski (1978)

## Sekcje

### Kajakarstwo

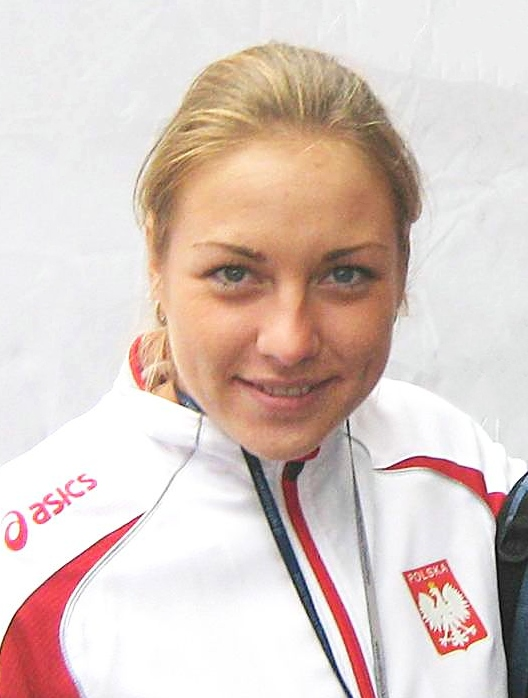
Beata Mikołajczyk – najwybitniejsza kajakarka występująca w KS Łączność w latach 1998–2006, medalistka mistrzostw świata, mistrzyni Europy, a później w barwach UKS Kopernik Bydgoszcz multimedalistka olimpijska

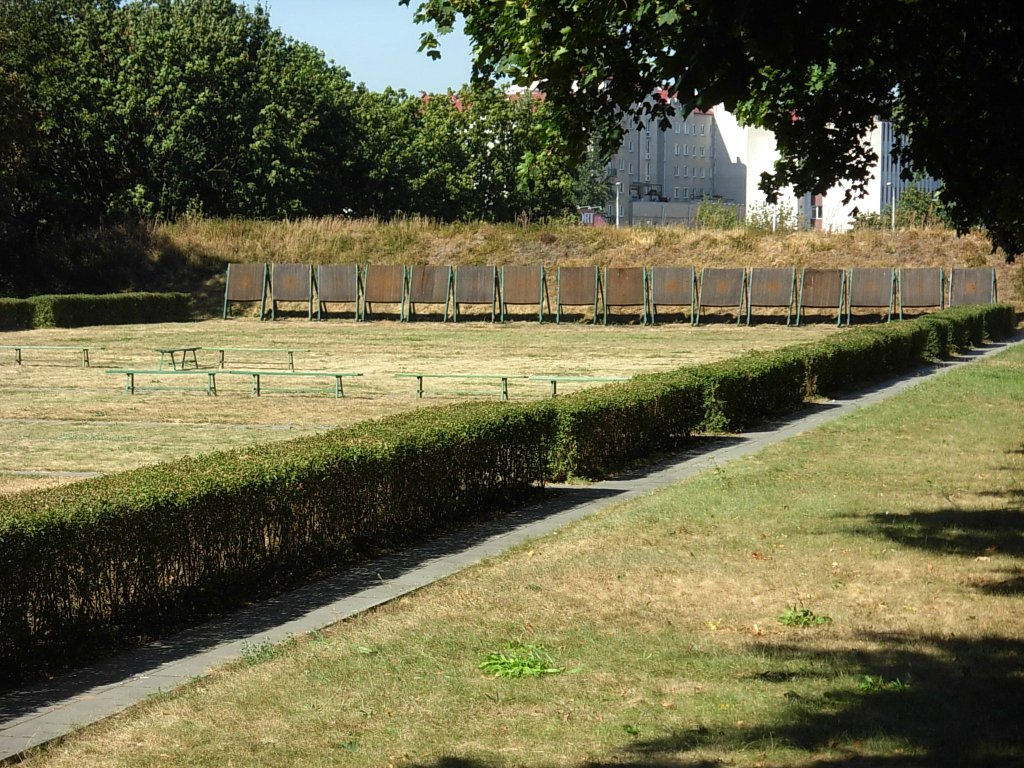
Tory łucznicze w Bydgoszczy w parku Centralnym

Sekcję kajakarską założono wraz z powstaniem klubu. W 1936 zbudowano stanicę nad Brdą w tzw. dzielnicy wioślarzy. Po II wojnie światowej drużyna Pocztowego PW została pierwszym drużynowym mistrzem Polski. Sekcja wyróżniała się również w kolejnych latach pod względem osiąganych wyników sportowych. Łącznie w latach 1957–1986 kajakarze KS Łączność zdobyli 3 tytuły mistrza kraju. W 1993 pod patronat klubu wszedł Uczniowski Klub Sportowy Kopernik, który specjalizował się w szkoleniu młodzieży, przekazując ją później do Łączności. Stanica UKS Kopernik sąsiadowała z siedzibą KS Łączność. W obu klubach pracowali ci sami trenerzy: Wiesław Rakowski i Tomasz Wierzewski. Symbioza obu klubów zaowocowała sukcesami ogólnopolskimi. Od 1998 w KS Łączność startowała Beata Mikołajczyk – późniejsza multimedalistka olimpijska. Od 1999 sekcja kajakarska osiągała czołowe lokaty w województwie kujawsko-pomorskim, a w kraju zajmowała odpowiednio: w 1999 roku – 7 miejsce, 2000 – 5 i 2001 – 6. W 2001 roku zajęła 2. miejsce w Polsce w kategorii juniorów młodszych, 3. miejsce w juniorach, a w mistrzostwach Polski różnych kategorii wiekowych zdobyła 15 medali (5 , 6 , 4 ). Młodzież rekrutowano z SP 47, Gimnazjum nr 25 i UKS Basketball i UKS Kopernik działającego przy Pałacu Młodzieży. Do kadry narodowej włączono 8 zawodniczek, a w 2002 na mistrzostwach Europy występowały: Beata Mikołajczyk, Marta Bona, Ewelina Wojtowicz, a później m.in. Sandra Pawełczak.
Poza działalnością wyczynową sekcja organizowała spływy kajakowe Brdą w kilkusetosobowej obsadzie. W 2006 roku po likwidacji klubu, sekcję kajakarską wraz z zawodnikami, kadrą trenerską i przystanią włączono do UKS Kopernik Bydgoszcz.

### Łucznictwo
Sekcja łucznicza narodziła się wraz z powstaniem klubu. W latach 30. XX w. zaliczała się do najsilniejszych ośrodków łucznictwa w kraju (340 zawodników). W 1937 zawodnik Pocztowego Przysposobienia Wojskowego w Bydgoszczy Feliks Majewski zdobył cztery złote medale na mistrzostwach świata w Paryżu: indywidualnie w strzelaniu na długie odległości oraz w strzelaniu łącznym na długie i krótkie dystanse oraz dwa tytuły mistrzów świata z drużyną polską w strzelaniu na odległości długie oraz łączne długie i krótkie. Na fali dużej popularności dyscypliny w Bydgoszczy na Stadionie Miejskim zbudowano nowoczesny tor łuczniczy, jeden z nielicznych w ówczesnej Polsce. W 1938 roku w mistrzostwach Polski, które odbyły się w lipcu 1938 w Bydgoszczy, zawodnicy PPW w składzie: Feliks Majewski, Borowiak, Gumiński i Władysław Włodarski zdobyli pierwsze miejsce, a Majewski został indywidualnym mistrzem Polski w strzelaniu na długie i krótkie dystanse. W 1937 Feliks Majewski został pierwszym sportowcem Pomorza, a w 1938 zajął 5. miejsce w plebiscycie „Tygodnika Sportowego”. W 1938 na mistrzostwach świata w Londynie Majewski zdobył 2. miejsce indywidualnie i 1. miejsce drużynowo.
Po II wojnie światowej Pocztowy Klub Sportowy posiadał najsilniejszą w województwie sekcję łuczniczą. W najlepszych okresach trenowało w niej około 150 łuczników. W latach 70. XX w. medale mistrzostw Polski zdobywali: Elżbieta Kukla i Piotr Paluszewski. W latach 80. XX w. czołowym juniorem Polski oraz wieloletnim członkiem kadry narodowej był Tomasz Gruszczyński. W latach 90. XX w. medale dla Bydgoszczy i kadry Polski zdobywał Paweł Szymczak, olimpijczyk z Atlanty (1996), rekordzista świata juniorów (1995, 1996), zdobywca srebrnego medalu mistrzostw Europy (1998).
W 2001 roku do krajowej czołówki zaliczali się: Paweł Szymczak, Ewa Skiera, a wśród juniorów Bartłomiej Czaplicki, Piotr Dargatz, Sebastian Wojtalewicz, Piotr Chamera. Długoletnimi trenerami sekcji byli Bożena i Henryk Mazurowie. W 2006 po rozwiązaniu klubu, sekcję przeniesiono do BKS Bydgoszcz.

### Szachy
Sekcję szachową założono w okresie międzywojennym, lecz wysoki poziom sportowy osiągnięto na początku lat 70. XX w. W latach 1972–1982 drużyna Łączności Bydgoszcz brała udział w rozgrywkach ekstraklasy szachowej. W 1978 roku osiągnęła największy sukces w historii bydgoskich i wojewódzkich szachów, zdobywając tytuł drużynowego mistrza Polski , w składzie: Jerzy Pokojowczyk, Andrzej Maciejewski, Włodzimierz Kruszyński, Waldemar Jagodziński, Grzegorz Chrapkowski i Hanna Jagodzińska. Poza tym dorobkiem klubu są: brązowy medal  DMP (1974), dwukrotne wicemistrzostwo Polski juniorów (1975, 1979), dwukrotne mistrzostwo Polski w szachach błyskawicznych (1974, 1982) oraz wicemistrzostwo (1979, 1981). W 1982 roku w 10-zespołowej ekstraklasie Łączność występowała równocześnie z innym bydgoskim klubem – Chemikiem Bydgoszcz. Drużyna zajęła wówczas ostatnie miejsce i na stałe spadła z I ligi, a rolę reprezentanta Bydgoszczy na arenie ogólnopolskiej przejęła drużyna Chemika, która w latach 80. odniosła szereg sukcesów.
W drużynie KS Łączność grali zawodnicy, reprezentanci Polski, m.in.: Jerzy Pokojowczyk (dwukrotny uczestnik olimpiad szachowych) i Andrzej Maciejewski. W ostatnim sezonie w ekstraklasie Łączność grała w składzie: Jerzy Pokojowczyk, Grzegorz Chrapkowski, Wiesław Czerniaków, Adam Kaczmarek, Krzysztof Lewandowski, Waldemar Jagodziński, Czesław Figiel, Dariusz Łunkiewicz, Lidia Turczynowicz, Marzena Czarska
Miejsca szachistów Łączności w Drużynowych Mistrzostwach Polski:
| Rok  | Lokalizacja DMP | Miejsce |
| 1972 | Międzygórze     | 8.      |
| 1973 | Bydgoszcz       | 10.     |
| 1974 | Poznań          | 3.      |
| 1975 | Augustów        | 6.      |
| 1976 | Ciechocinek     | 4.      |
| 1977 | Katowice        | 10.     |
| 1978 | Ełk-Szeligi     | 1.      |
| 1979 | Lublin          | 7.      |
| 1980 | Jaszowiec       | 8.      |
| 1981 | Lubniewice      | 9.      |
| 1982 | Gdynia          | 12.     |